# Przedbórz
Przedbórz là một thị trấn thuộc huyện Radomszczański, tỉnh Łódźkie ở trung tâm Ba Lan. Thị trấn có diện tích 6 km². Đến ngày 1 tháng 1 năm 2011, dân số của thị trấn là 3721 người và mật độ 612 người/km².